# Ніссо
«Ніссо» — радянський художній фільм 1965 року, знятий на кіностудії «Таджикфільм».

## Сюжет
У дівчинки з крихітного гірського кишлаку з вузенькими, стиснутими дувалами вуличками і крутими слизькими стежками, померла мати. Дитинство, проведене в будинку тітки, було голодним і бідним. Коли в село прийшов податківець могутнього і жорстокого Азізхана (артист Г. Ніязов), тітці не було чим заплатити, і вона віддала племінницю. І привели Азізхану з кишлака стадо з п'яти кіз, пару телят і худеньку, тоненьку Ніссо, якій уготована була доля наложниці. Дівчина вирішила бігти або загинути…

## У ролях
- Галія Пулатова — Ніссо
- Юрій Назаров — Олександр Медведєв, демобілізований червоноармієць, шофер
- Курбан Холов — Бахтіор, голова сільради
- Борис Середін — Швецов, голова ревкому
- Міассара Амінова — Маріам, вчителька
- Максуд Іматшоєв — епізод
- Мушарафа Касимова — Гюльріз, мати Бахтіора
- Г. Ніязов — Азізхан
- М. Ходжикулов — агент Кендирі
- Спартак Багашвілі — Бобо-Калон

## Знімальна група
- Режисер — Марат Аріпов
- Сценаристи — Павло Лукницький, Леонід Рутицький
- Оператор — Борис Середін